# Ostracion
Ostracion is een geslacht van straalvinnige vissen uit de familie van de koffervissen (Ostraciidae). De wetenschappelijke naam van het geslacht werd in 1758 door Carl Linnaeus gepubliceerd in de tiende editie van Systema naturae

## Synoniemen
- Rhynchostracion Fraser-Brunner, 1935[3]
  - type: Ostracion nasus Bloch, 1785

## Soorten
- Ostracion cubicus Linnaeus, 1758
- Ostracion cyanurus Rüppell, 1828 – Blauwe koffervis
- Ostracion immaculatus Temminck & Schlegel, 1850
- Ostracion meleagris Shaw, 1796
- Ostracion nasus Bloch, 1785
- Ostracion rhinorhynchos Bleeker, 1851
- Ostracion solorensis Bleeker, 1853
- Ostracion trachys Randall, 1975
- Ostracion whitleyi Fowler, 1931
- Ostracion aculeatus Houttuyn, 1782 = Kentrocapros aculeatus (Aracanidae)
- Ostracion argus Rüppell, 1828 = Ostracion cubicus
- Ostracion auritus Shaw, 1798 = Aracana aurita (Aracanidae)
- Ostracion bicaudalis Linnaeus, 1758 = Lactophrys bicaudalis
- Ostracion boops Richardson, 1845 = Ranzania laevis (Molidae)
- Ostracion brevicornis Temminck & Schlegel, 1850 = Lactoria diaphana
- Ostracion camurum Jenkins, 1901 onjuiste spelling voor O. camurus
- Ostracion camurus Jenkins, 1901 = Ostracion meleagris
- Ostracion clippertonense Snodgrass & Heller, 1905 onjuiste spelling voor O. clippertonensis
- Ostracion clippertonensis Snodgrass & Heller, 1905 = Ostracion meleagris
- Ostracion concatenatus Bloch, 1785 = Tetrosomus concatenatus
- Ostracion cornutus Linnaeus, 1758 = Lactoria cornuta
- Ostracion diaphanum Bloch & Schneider, 1801 onjuiste spelling voor O. diaphanus
- Ostracion diaphanus Bloch & Schneider, 1801 = Lactoria diaphana
- Ostracion eco Phillipps, 1932 = Kentrocapros eco (Aracanidae)
- Ostracion expansum Cope, 1871 onjuiste spelling voor O. expansus
- Ostracion expansus Cope, 1871 = Lactophrys trigonus
- Ostracion flavigaster Gray, 1838 = Aracana ornata (Aracanidae)
- Ostracion fornasini Bianconi, 1846 = Lactoria fornasini
- Ostracion gibbosus Linnaeus, 1758 = Tetrosomus gibbosus
- Ostracion guineensis Bleeker, 1865 = Acanthostracion guineensis
- Ostracion hexagonus Phillipps, 1927 = Kentrocapros eco (Aracanidae)
- Ostracion laevis Pennant, 1776 = Ranzania laevis (Molidae)
- Ostracion lenticularis Richardson, 1841 = Anoplocapros lenticularis (Aracanidae)
- Ostracion lentiginosus Bloch & Schneider, 1801 = Ostracion meleagris
- Ostracion lindsayi Phillipps, 1932 = Paracanthostracion lindsayi
- Ostracion notacanthus Bleeker, 1863 = Acanthostracion notacanthus
- Ostracion ornata Gray, 1838 = Aracana ornata (Aracanidae)
- Ostracion ornatus Hollard, 1857 = Ostracion whitleyi
- Ostracion paschae Rendahl, 1921 = Lactoria paschae
- Ostracion pentacanthus Bleeker, 1857 = Lactoria fornasini
- Ostracion punctatus Bloch & Schneider, 1801 = Ostracion meleagris
- Ostracion quadricornis Linnaeus, 1758 = Acanthostracion quadricornis
- Ostracion sebae Bleeker, 1851 = Ostracion meleagris
- Ostracion spilogaster Richardson, 1840 = Aracana aurita (Aracanidae)
- Ostracion stellifer Bloch & Schneider, 1801 = Tetrosomus stellifer
- Ostracion tricornis Linnaeus, 1758 = Acanthostracion quadricornis
- Ostracion trigonus Linnaeus, 1758 = Lactophrys trigonus
- Ostracion triqueter Linnaeus, 1758 = Rhinesomus triqueter
- Ostracion tuberculatus Linnaeus, 1758 = Ostracion cubicus
- Ostracion turritus Peter Forsskål, 1775 = Tetrosomus gibbosus
- Ostracion undulatus Poey, 1868 = Lactophrys trigonus